# Linn Cove Viaduct
Das Linn Cove Viaduct ist eine Hangbrücke im Zuge des Blue Ridge Parkway, einer Panoramastraße am Grandfather Mountain in den zu den Appalachen gehörenden Blue Ridge Mountains in North Carolina, USA.

## Geschichte
Der National Park Service versuchte schon 1918, den Grandfather Mountain wegen seiner schönen Landschaft und vielfältigen Flora zu erwerben, stieß jedoch auf den Widerstand der privaten Grundeigentümer und Holzverarbeiter. Der Bau des Blue Ridge Parkway begann 1935 als Arbeitsbeschaffungsmaßnahme in der Great Depression. Schon bald wurden Forderungen laut, die unberührte Natur zu erhalten und das Gebiet zu einem Nationalpark zu machen, was zu Vorschriften führte, die Straße in einer die Natur schonenden und äußerlich gefälligen Weise zu bauen. Grunderwerb und Bau zogen sich in Abschnitten über die folgenden Jahrzehnte hin. 1966, im Jahr des 50-jährigen Bestehens des National Park Service, war der Blue Ridge Parkway zu 95 % vollendet, nur noch 7,7 Meilen (11 km) am Grandfather Mountain fehlten, in denen die Eingriffe in die Landschaft so gering wie möglich gehalten werden sollten. Insbesondere die Querung des Linn Cove, eines kleinen, aber tief eingeschnittenen und steilen Gebirgsbachs mit instabilem Untergrund, war der Anlass zu vielfältigen Studien. 1973 wurde schließlich der Vorschlag gemacht, den Bereich mit einem Viadukt zu überbrücken, das den Konturen des Berghangs folgen sollte, was in den USA eine Neuheit war.
Das von Figg and Muller Engineers entworfene Viadukt wurde zwischen 1979 und 1983 ausgeführt. Es war die erste Spannbetonbrücke in Amerika, die nach dem von Jean Muller entwickelten Verfahren aus Hohlkasten-Fertigteilsegmenten gebaut wurde, die im Kontaktverfahren hergestellt und im Freivorbau nicht mit Mörtel, sondern mit schnell härtendem Epoxidharz und Spanngliedern verbunden wurden.
Nach seiner Fertigstellung wurde die restliche Straße gebaut. Am 11. September 1987 wurde die Vollendung des Blue Ridge Parkway in seiner ganzen Länge gefeiert.
Das Viadukt erhielt zahlreiche Auszeichnungen. 1999 wurde der gesamte Blue Ridge Parkway von der American Society of Civil Engineers in die List of Historic Civil Engineering Landmarks aufgenommen.

## Beschreibung
Das 379 m (1243 ft) lange und 11,43 m (37 ft 6 in) breite Viadukt schlängelt sich in einer S-Kurve an dem Berghang entlang. Wie die Straße hat es zwei Fahrspuren ohne Pannenstreifen. Fußgänger dürfen es nicht benutzen.
Die Spannbetonbrücke hat acht Felder mit Pfeilerachsabständen von 30,02 + 49,68 + 4×54,86 + 49,68 + 30,02 m (98,5 + 163 + 4×180 + 163 + 98,5 ft) und besteht aus einem einzelligen, 2,74 m (9 ft) hohen Hohlkasten mit trapezförmigem Querschnitt, einer 5,49 m (18 ft) breiten Bodenplatte und einer beidseitig auskragenden, 11,43 m (37 ft 6 in) breiten Fahrbahnplatte.
Die Brücke wurde aus 153 Fertigteilsegmenten gebaut, die jeweils 45 Tonnen wiegen und sich im Detail wegen der gebogenen Linienführung fast alle unterschieden. Jedes der Segmente war 2,59 m (8 ½ ft) lang.
Das Linn Cove Viaduct gilt als die komplexeste bis dahin aus Fertigteilsegmenten gebaute Spannbetonbrücke.

## Einzelheiten aus der Bauphase
Eine Baustraße war nur auf den ersten 80 m ab dem südlichen Widerlager zugelassen, damit ein Lehrgerüst für das südliche Brückenfeld errichtet und die beiden ersten Pfeiler gebaut werden konnten. Die weitere Baustelle war nur aus der Luft über die bereits ausgeführten Felder möglich, die aus den Fertigteilsegmenten im Freivorbau angefügt wurden. Für die Gründung der weiteren Pfeiler wurde das Bohrgerät von dem jeweils ausgeführten Feld aus hinabgelassen. Nach der Fertigstellung der Pfahlgründung wurden Spannbeton-Fertigteile hinabgelassen, aus denen die Pfeiler zusammengesetzt wurden. Nur die vier mittleren Felder wurden von Hilfsstützen gestützt, die ebenfalls von oben hinabgelassen wurden.
Die Felsen und der Bewuchs an der Trasse wurden mit Planen gegen Verschmutzung durch die Bauarbeiten geschützt. Nur die Bäume direkt unter der Brücke durften gefällt werden, nachdem für jeden einzelnen Baum eine Genehmigung eingeholt worden war.
Die temporäre Fertigteil-Fabrik lag etwa 1,6 km von der Baustelle entfernt. In dem Gebäude konnten die Fertigteile auch im Winter produziert werden. Fertige Segmente wurden entlang der Straße gelagert.
Der Beton musste hohe Anforderungen erfüllen, für die eine spezielle Rezeptur entwickelt wurde. Ihm wurde ein Eisenoxidpigment beigemischt, um die Färbung der Brücke an die Felsen der Umgebung anzugleichen.